# Bad Berka

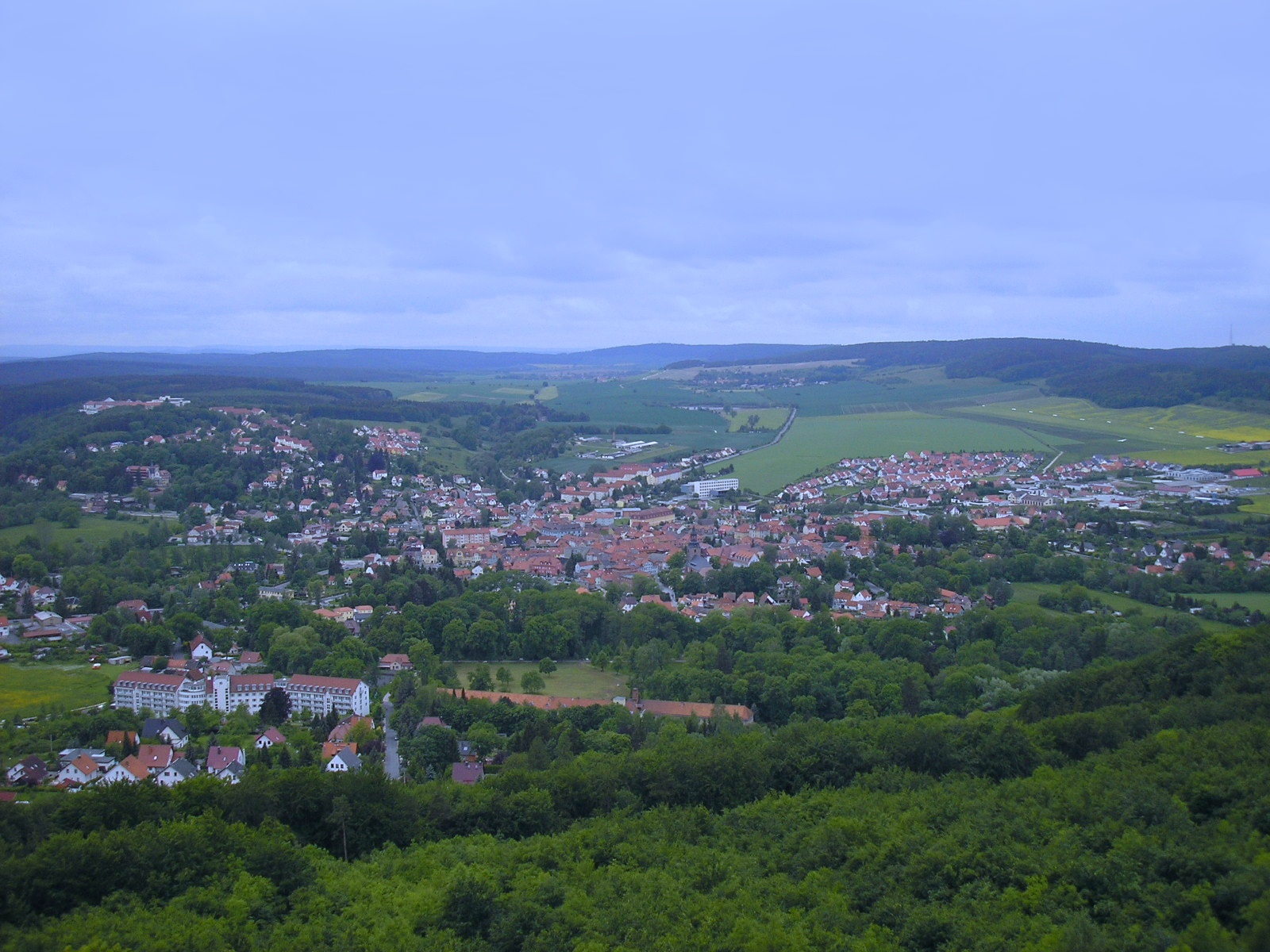
Bad Berka

Bad Berka este un oraș din landul Turingia, Germania.